# Pasiphae

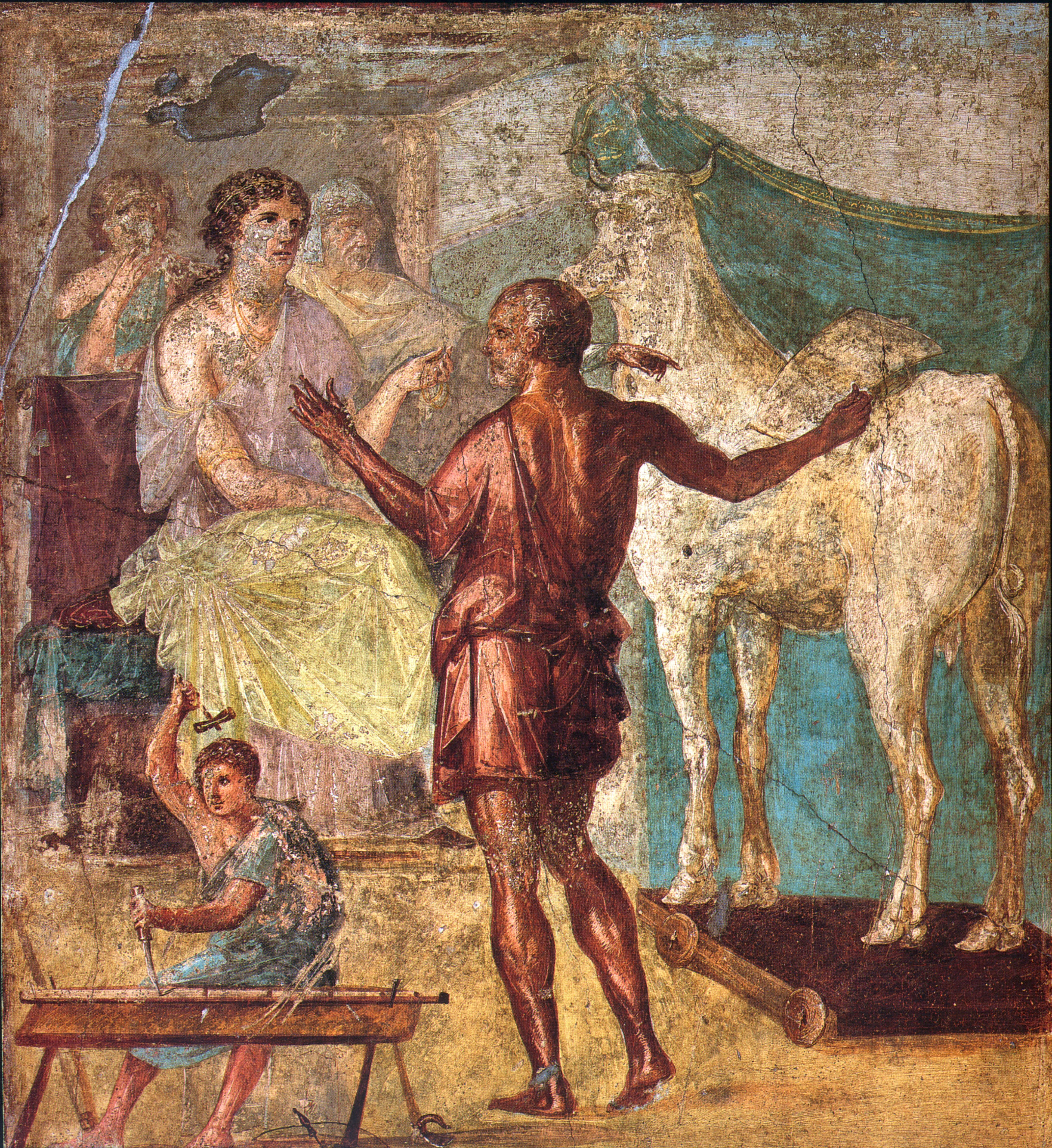
Daidalos bringt Pasiphae die künstliche Kuh; Fresko im Haus der Vettier, Pompeji.

Pasiphaë (altgriechisch Πασιφάη Pasipháē, deutsch ‚die für alle strahlt‘) war die Tochter des Sonnengottes Helios und der Okeanide Perse(is), zugleich Schwester von Kirke, Perses, Aietes und Aloeus. Sie war Gemahlin König Minos’ von Kreta, mit dem sie acht Kinder hatte: Akakallis, Androgeos, Ariadne, Deukalion, Glaukos, Katreus, Phaidra und Xenodike.
Zur Strafe dafür, dass ihr Gatte Minos einen von Poseidon geschaffenen Stier wegen dessen außergewöhnlich herrlicher Gestalt nicht geopfert, sondern zur Veredlung seiner Herde verwandt hatte, ließ Poseidon Pasiphaë in Liebe zu jenem Kretischen Stier entbrennen. Um sich mit ihm zu vereinigen, ließ sie Daidalos, der damals auf Kreta im Exil lebte, eine hohle hölzerne Kuh fertigen, in die sie hineinkriechen konnte. Aus diesem Liebesakt mit dem Stier entstammte der Minotauros.
Pasiphaë wusste, wie auch ihre Nichte Medea, aus magischen Kräutern Zaubertränke herzustellen. Um sicherzugehen, dass Minos ihr die eheliche Treue hielt, belegte sie ihn mit einem Zauber, der Minos jedes Mal, wenn er einer anderen beiwohnte, Schlangen, Skorpione und Tausendfüßler ejakulieren ließ. Auf diese Weise tötete Minos mehrere seiner Konkubinen. Die einzige, die mit Minos ungestraft verkehren konnte, war Prokris, die Tochter des Erechtheus; sie hatte sich zuvor mit der Essenz einer Heilpflanze gegen das Gift der Tiere gewappnet. In einer anderen Version heilte Prokris den Kreterkönig von seinem Leiden und erhielt dafür einen unfehlbaren Speer sowie einen schnellen, unsterblichen Hund zum Geschenk.
Der Jupitermond Pasiphae ist nach ihr benannt.